# Дарем (Нью-Гемпшир)
Дарем (англ. Durham) — місто (англ. town) в США, в окрузі Страффорд штату Нью-Гемпшир. Населення — 15 490 осіб (2020).

## Демографія
Згідно з переписом 2010 року, у місті мешкало 14 638 осіб у 2960 домогосподарствах у складі 1544 родин. Було 3092 помешкання
Расовий склад населення:
| - 93,8 % — білих - 3,2 % — азіатів - 0,9 % — чорних або афроамериканців - 0,1 % — корінних американців |

До двох чи більше рас належало 1,6 %. Частка іспаномовних становила 2,0 % від усіх жителів.
За віковим діапазоном населення розподілялося таким чином: 8,6 % — особи молодші 18 років, 84,5 % — особи у віці 18—64 років, 6,9 % — особи у віці 65 років та старші. Медіана віку мешканця становила 21,0 року. На 100 осіб жіночої статі у місті припадало 85,7 чоловіків;  на 100 жінок у віці від 18 років та старших — 83,5 чоловіків також старших 18 років.
Середній дохід на одне домашнє господарство  становив 97 947 доларів США (медіана — 74 267), а середній дохід на одну сім'ю — 145 682 долари (медіана — 132 181). Медіана доходів становила 65 541 долар для чоловіків та 51 991 долар для жінок. За межею бідності перебувало 24,2 % осіб, у тому числі 1,3 % дітей у віці до 18 років та 4,2 % осіб у віці 65 років та старших.
Цивільне працевлаштоване населення становило 9835 осіб. Основні галузі зайнятості: освіта, охорона здоров'я та соціальна допомога — 34,3 %, мистецтво, розваги та відпочинок — 23,6 %, роздрібна торгівля — 12,4 %, науковці, спеціалісти, менеджери — 7,2 %.